# ONERA
ONERA (фр. Office National d’Etudes et de Recherches Aerospatiales) — Французский центр аэрокосмических исследований.

## Руководство и структура
Управляется Министерством обороны Франции. Председатель и исполнительный директор ONERA назначается Советом министров Франции по предложению министра Обороны. С мая 2014 года председатель Совета директоров и генеральный директор ONERA — Бруно Сэнжон (Bruno Sainjon).
Работа центра организована на 16 факультетах, объединенных в четыре отрасли: механика жидкости и использование энергии, материалов и конструкций, физики, информационных систем. В 2011 году в самостоятельную организацию выделено ракетное направление. В отличие от НАСА в США, ONERA — не агентство по космической науке и разведке. Однако, ONERA осуществляет широкий спектр исследований для космических агентств Франции (CNES) и Европейского космического агентства (ЕКА), а также для французского оборонного агентства по закупкам, фр. DGA (Délégation générale pour l’armement). ONERA также самостоятельно проводит собственные долгосрочные исследования для прогнозирования будущих потребностей в технологиях. Она ориентирована на научные исследования в аэродинамике и практические приложения в самолетостроении, в конструкциях пусковых установок, новых оборонных технологий, таких, как БПЛА (беспилотные летательные аппараты).

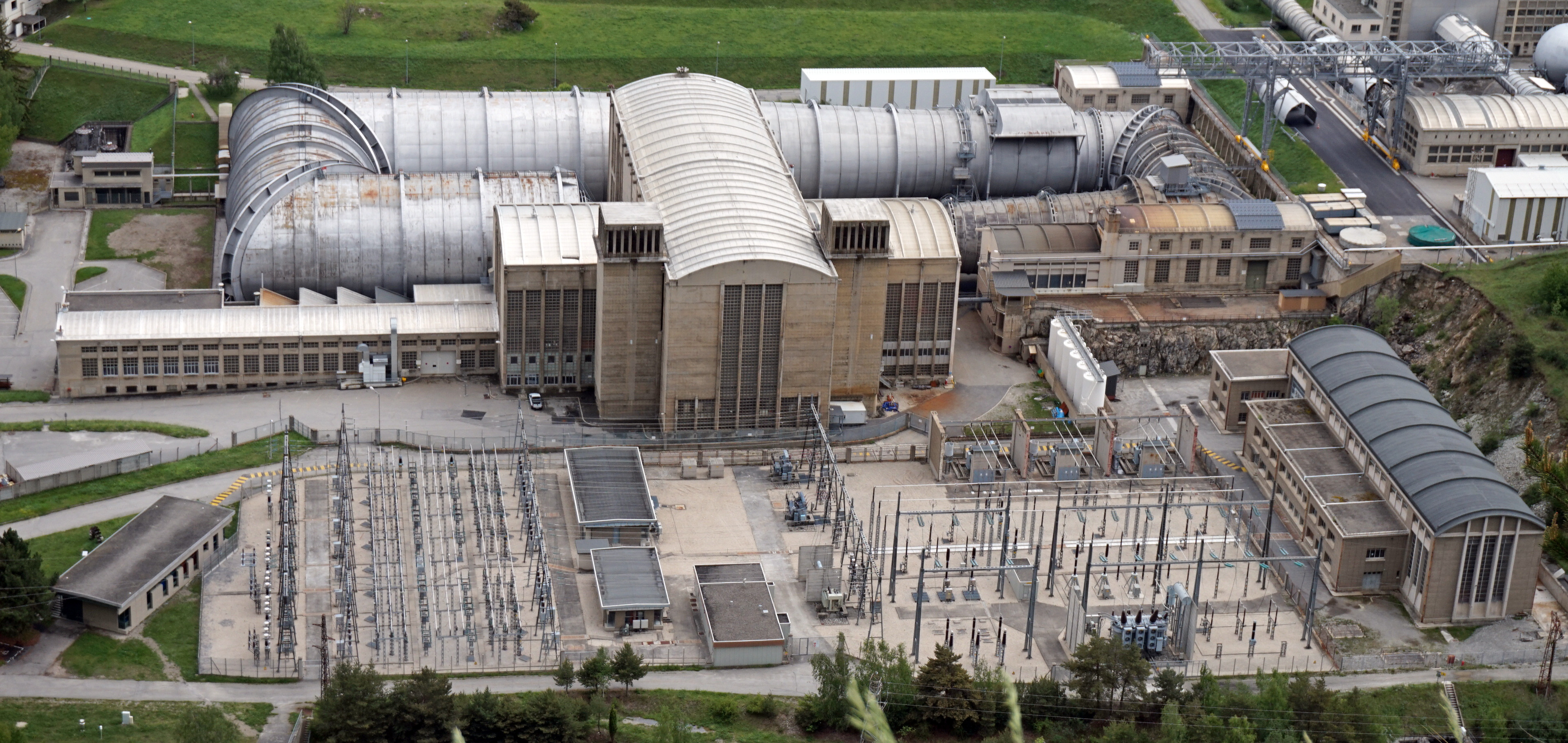
Центр в Модане

Филиалы ONERA расположены в восьми географических районах Франции.
Три центра в области большого Парижа (Иль-де-Франс):

• в Шатильоне (фр.  Châtillon), штаб-квартиры,

• в Мёдоне (фр. Meudon), исторический центр

• в Палезо (фр. Palaiseau), старый комплекс зданий

Два центра в Средних Пиренеях на юго-западе Франции:

• в Тулузе, вблизи от Аэродинамического института l’ENAC (ранее исследовательский центр ONERA CERT).

• в Фога-Мозак (фр.:Fauga-Mauzac), Южная Тулуза.
Центр в Северной Франции :

• в Лилле, в прежнем Институте механики жидкости Лилля
Два центра в юго-Восточной Франции:

в Салоне-де-Прованс, в авиационной школе l'École de l’air

в Модане (фр. Modane-Avrieux), Рона-Альпы

Общая численность работников насчитывает около 2000 сотрудников, среди них 1500 инженеров и учёных (в том числе 230 докторантов), а также вспомогательный персонал.

## История
ONERA основан в мае 1946 года.
После окончания Второй мировой войны французское правительство приняло решение о переносе большой аэродинамической трубы из Эцталь (нем. Ötztal) в Австрии, во французской зоне оккупации, в Модан, где она была смонтирована и запущена. Главный вентилятор трубы питается от близлежащих ГЭС. Административное здание в Модане также было спроектировано немецкими архитекторами.

## ONERA в киноискусстве
В библиотеке ONERA снимали часть фильма «Багровые реки».

## Директора
- Морис Руа (1949—1962)
- Поль Жермен (1962—1967)

…
- Бруно Сайнджон (2014 — н.в.)

## Истории
«Антипригарные сковородки» были разработаны двумя инженерами ONERA.
Аэродинамическая труба в Модане, имеющая общую мощность 88 МВт, является крупнейшей в мире дозвуковой аэродинамической трубой (диапазон чисел Маха от 0,05 до 1).